# Oncidium flexuosum
Oncidium flexuosum là một loài phong lan có ở miền đông và miền nam Brasil to north-central Argentina.

## Hình ảnh

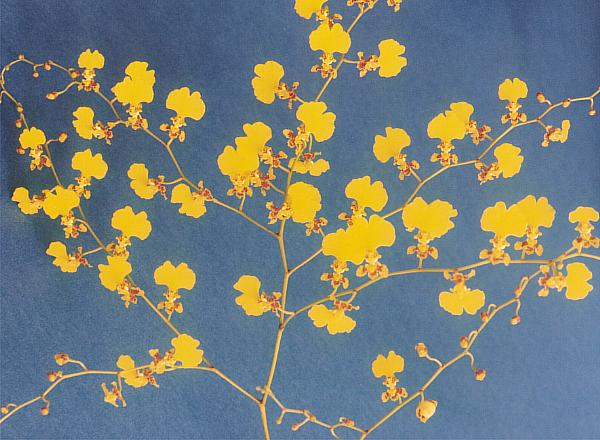
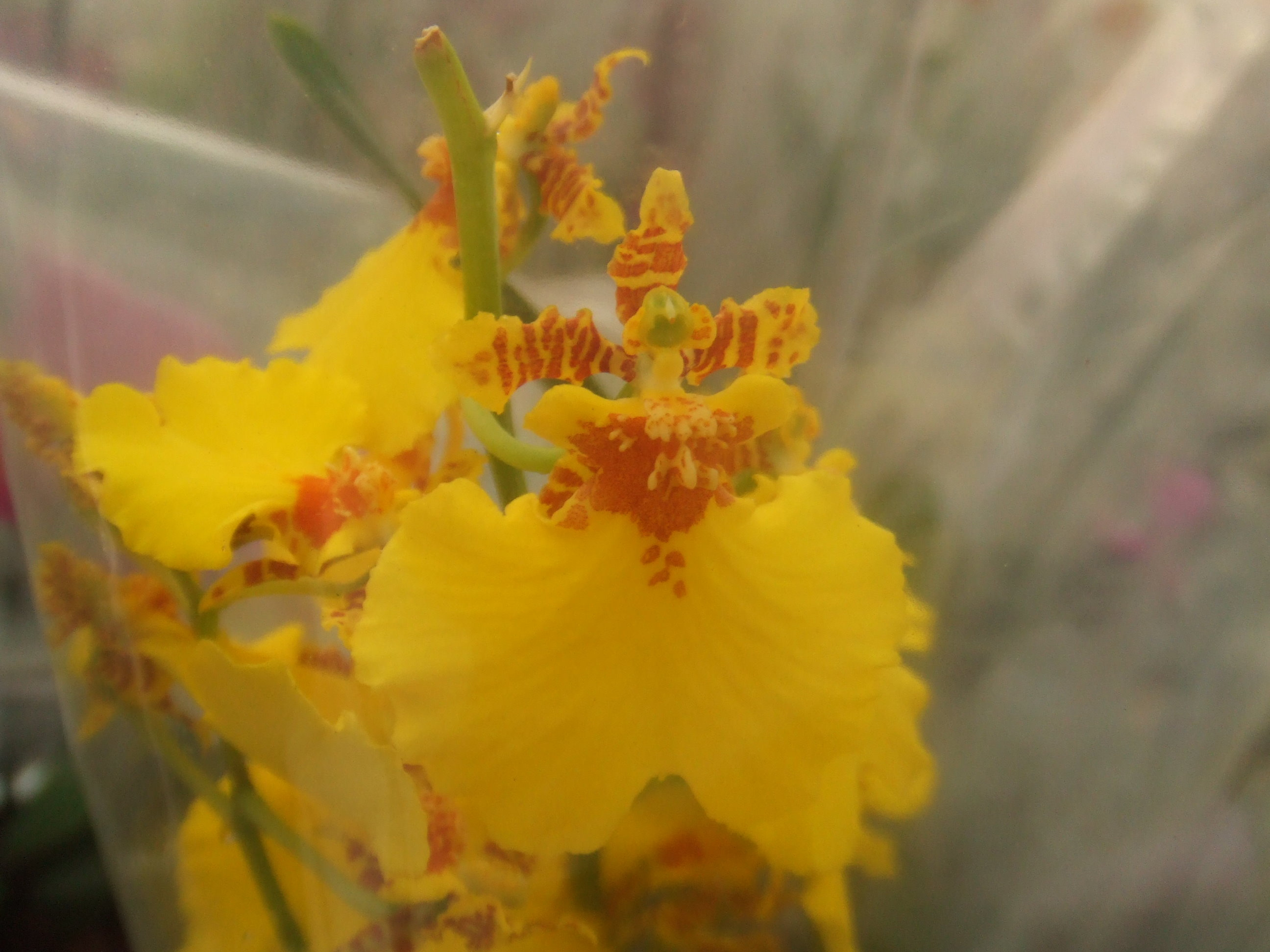
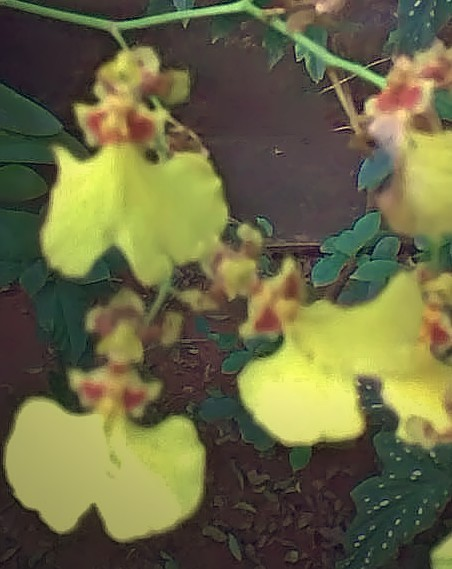
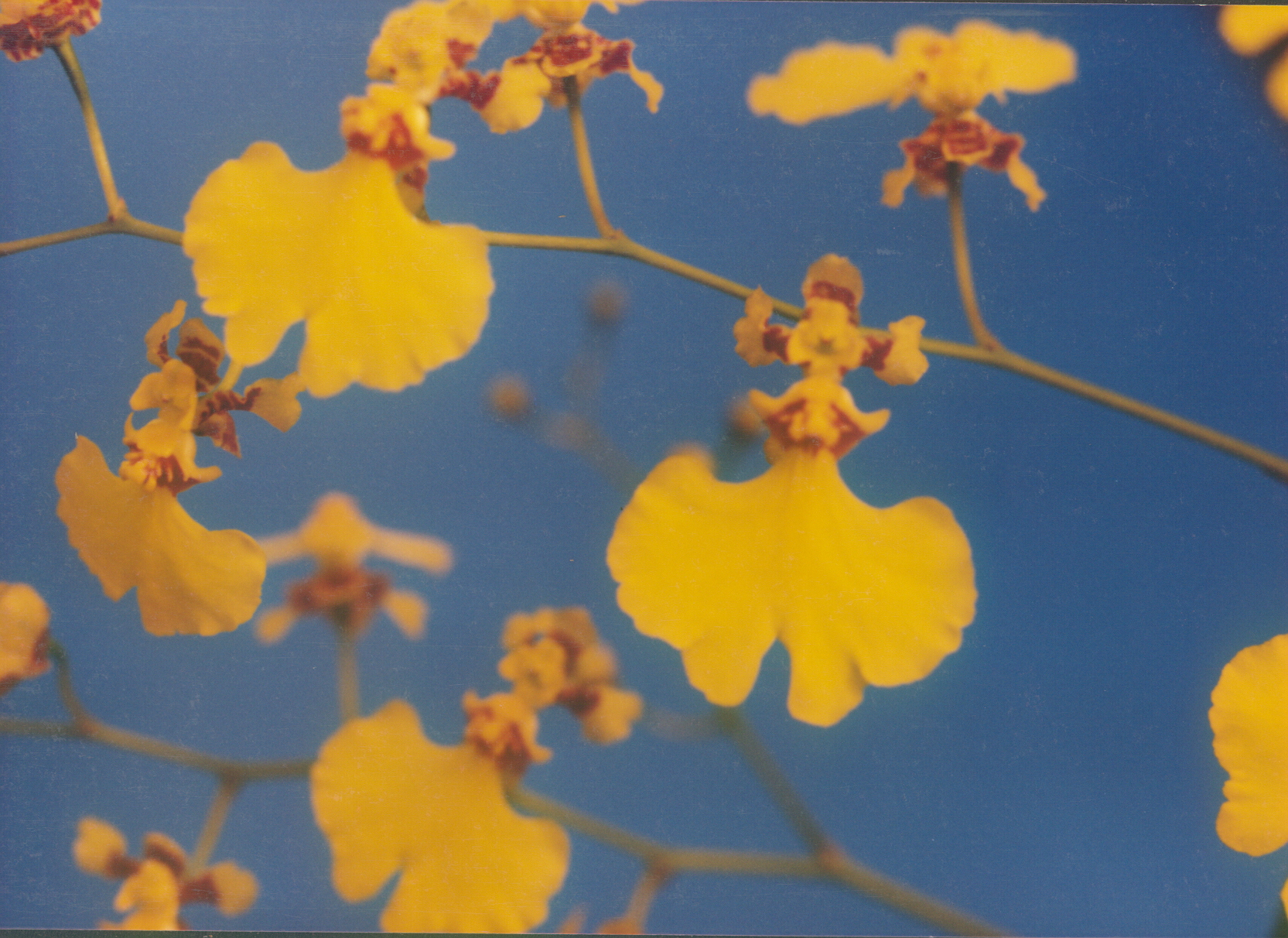